# 華城サービスエリア
華城サービスエリア（ファソンサービスエリア）は大韓民国京畿道華城市の西海岸高速道路上にあるサービスエリア。

## 道路
- 西海岸高速道路

## 施設
- コーヒー専門店
- ガソリンスタンド
- 駐車場

## 隣
西海岸高速道路
(29) 発安IC - 華城SA - (29-1) 八灘JCT